# Diplomeris pulchella
Diplomeris pulchella är en orkidéart som beskrevs av David Don. Diplomeris pulchella ingår i släktet Diplomeris och familjen orkidéer. Inga underarter finns listade i Catalogue of Life.